# 細川直元
細川 直元（ほそかわ なおもと）は、戦国時代の武将。出羽国小国城主。細川氏だが、いずれの系統に出自するかは不明。

## 生涯
直元は天童氏ら最上八楯と協力し、出羽国最上郡小国（現在の山形県最上郡最上町）を治めていた。このため早くから最上義光と対立。天正最上の乱では最上義守・中野義時方に属すも敗れ、降伏している。
天正9年（1581年）、義光は天童が原（現在の尾花沢市）で馬揃えを催したが、義光に敵対していた天童頼澄に娘を嫁がせていた直元はこの馬揃えに参加しなかった。これは義光への宣戦布告であった。義光は家臣の蔵増光忠（くらぞう あきただ、蔵増安房守）に命じてこれを攻めさせた。光忠に率いられた最上軍3500人が山刀伐峠を越え、小国の直元のもとに攻め込んだ。万騎ヶ原の戦いである。
細川方は総大将の直元と弟の細川直茂（なおしげ、志茂手館主）らの軍勢350で合戦に臨んだが、十倍の最上軍になす術もなく小国城（岩部館）は落城。細川一門は滅亡し、小国は蔵増光忠に与えられ、光忠の子は地名を取って改姓し小国光基（おぐに あきもと）と名乗った。